# Perdikkas III Macedoński
Perdikkas III (gr. Περδίκκας ) − król Macedonii z rodu Argeadów, syn Amyntasa III, brat Filipa II i Aleksandra II, ojciec Amyntasa IV.

## Regencja Ptolemeusza
Perdikkas odziedziczył władzę po śmierci swojego starszego brata Aleksandra. W chwili wstąpienia na tron miał dopiero piętnaście lat, zbyt mało by według prawa mógł rządzić samodzielnie. Regentem młodego króla wybrano jego szwagra Ptolemeusza z Aloros, a pewien wpływ na ster rządów powierzono również królowej-matce Eurydyce. Z początkiem 367 brat Ptolemeusza Filip oraz syn Archelaosa Pauzaniasz najechali wschodnią Macedonię, skąd wyprali siły Ptolemeusza. Nie mogąc pokonać najeźdźców własnymi siłami Ptolemeusz wraz z Eurydyką zwrócili się o pomoc do ateńskiego stratega Ifikratesa (prowadził on w tym czasie operacje przeciwko miastu Amfipolis), który przybył na wezwanie, pokonał buntowników, lecz szukając korzyści dla Aten zmusił Ptolemeusza do zawarcia sojuszu między obu państwami. Na takie wzmocnienie Aten w regionie nie mógł pozwolić sobie Związek Beocki, będący w tym czasie głównym konkurentem Aten w walce o hegemonię w Grecji kontynentalnej. Latem 367 wódz tebański Pelopidas najechał Macedonię na czele armii najemników. Choć Ptolemeuszowi udało się przekupić najemników, którzy opuścili Pelopidasa, to zawarł jednak przymierze ze Związkiem Beockim. Gwarantem zaczepno-obronnego przymierza była grupa pięćdziesięciu macedońskich dostojników (wśród nich był syn Ptolemeusza) wysłanych do Teb.

## Samodzielne rządy Perdikkasa
W 365 Perdikkas dojrzał do objęcia samodzielnych rządów. W tym samym czasie zmarł lub został zamordowany Ptolemeusz - o zainspirowanie mordu podejrzewano Perdikkasa.
W zamian za dostarczenie macedońskiego drewna na budowę beockiej floty Perdikkas uzyskał zwolnienie przetrzymywanych w Tebach zakładników (część z nich wydał jeszcze Aleksander II, w tym swojego młodszego brata Filipa). Chcąc zapewnić sobie wierność brata Perdikkas powierzył mu pieczę nad częścią królestwa, a także dał dowództwo nad potrzebną mu do jego obrony częścią armii.
W 364 Ateny poprowadziły ofensywę przeciwko Macedonii i Związkowi Chalkidyckiemu. Wojska ateńskiego wodza Timoteosa zajęły miasta na macedońskim wybrzeżu: Pydnę i Metonę. Ateńczycy sprzymierzyli się także z Pelagonią i kilkoma innymi królestwami Górnej Macedonii. Pokonany Perdikkas sprowadzony został do roli wasala Aten.
Latem 365 Beocja rozpoczęła nową ofensywę przeciwko Ateńczykom. Flota stu trier udała się w kierunku Propontydy, by tam podburzyć sojuszników Aten. Ośmielony tym Perdikkas wysłał pomoc Amfipolis broniącemu się przed Ateńczykami, którzy w odwecie zawarli „sojusz wieczysty” z wrogą Macedonii Tesalią. Ostatecznie ateński kontratak rozbił macedońską armię i Perdikkas zmuszony został do zawarcia w 362 pokoju na ateńskich warunkach.
W 359 Perdikkas poczuł się na tyle pewnie, że postanowił uregulować sprawy na zachodniej granicy państwa nękanej przez Ilirów ciągłymi najazdami. Przed wyprawą obsadził jeszcze swoimi siłami Amfipolis. Wyruszył na czele armii liczącej 10 tysięcy żołnierzy, został jednak pokonany w bitwie przez króla Ilirów Bardylisa. W bitwie zginął sam Perdikkas, a także 4 tysiące Macedończyków.
Po śmierci Perdikkasa na tron wstąpił jego syn Amyntas, który jednak był zbyt młody na samodzielne rządy. Jako regenta młodego króla wyznaczono jego stryja Filipa.